# Vicente Lorenzo del Rosario Casares
Vicente Lorenzo del Rosario Casares, conocido públicamente como Vicente Casares (Buenos Aires, 10 de agosto de 1844 - Buenos Aires, 30 de abril de 1910), fue un estanciero y político argentino, miembro de la Generación del 80 y fundador de La Martona, primera industria láctea del país, y primer presidente del Banco de la Nación Argentina.

## Biografía

### Nacimiento y familia
Vicente Lorenzo del Rosario Casares Martínez de Hoz nació en Buenos Aires, el 10 de agosto de 1844. Fue el hijo primogénito  del matrimonio entre Vicente Eladio Casares y Rodríguez Rojo y María Ignacia Martínez de Hoz y Fernández de Agüero. Tuvo como hermano menor a Emilio Pedro Narciso Casares Martínez de Hoz (1848-1932) y como tío a Carlos Casares y Rodríguez Rojo, gobernador de la provincia de Buenos Aires entre 1875 y 1878.

### Estanciero
Vicente Casares ya de muy joven demostraba un alto interés por las tareas rurales, de allí que a la edad de 18 años fundó junto a su padre la estancia San Martín en el partido de Cañuelas, en la Provincia de Buenos Aires. El nombre del establecimiento rural se debe a san Martín de Tours, que es el Patrono de la Ciudad de Buenos Aires.
Fue en las fértiles tierras de dicho establecimiento donde se produjeron las primeras toneladas de trigo que se exportaron desde la Argentina y que Casares tuvo la satisfacción de sembrar y cosechar en 1871.

### Matrimonio e hijos
El 22 de septiembre de 1879 Vicente Casares contrajo matrimonio con María Hersilia Lynch Videla Dorna, con quien tuvo siete hijos: María Ignacia Gregoria (1881); Vicente Rufino (1882-1957); Miguel Florencio (1883-1974); Justiniano Roque (1885-1933); Hersilia Mercedes (1887-1967); Marta Ignacia (1888-1952); y Héctor Gustavo (1891-1959).

### Productor industrial lechero
Siempre inquieto y proclive a desarrollar nuevos negocios, Vicente Casares sumó a su actividad como estanciero un valor agregado a la producción ganadera. Así unió a su trabajo como  productor agropecuario un plus industrial. Fue uno de los promotores de la agroindustria en Argentina.
Comenzó en la actividad lechera con la elaboración de quesos, en 1886. Si bien el proyecto era ambicioso y las labores se desarrollaban dentro de un marco de completa higiene, calidad y dedicada artesanía, el mismo fracasó debido a la falta -en la época- de eficaces métodos de refrigeración que eran indispensables para la finalidad que se perseguía.
No obstante, esta contingencia no fue motivo para debilitar la tenacidad y ambición de Vicente Casares, cuya intención era la de ampliar y mejorar los negocios de la familia, y fue así que en 1889 fundó la primera industria láctea de la Argentina, con el nombre de La Martona iniciando una nueva forma de manejar todos los aspectos del ciclo de un producto, la leche, en especial en la producción, la industrialización y finalmente la comercialización.
La fábrica se encontraba frente mismo a la estación del ferrocarril, hoy localidad de  Vicente Casares —denominada así en su honor (en homenaje al notable productor, industrial y hombre de la política—, en el Partido de Cañuelas, provincia de Buenos Aires,  ubicada a 50 kilómetros hacia el sur de la Ciudad de Buenos Aires. Aún  se conserva el edificio que otrora fuera el establecimiento modelo precursor de la industria lechera en la Argentina.
En dicho establecimiento se procesaba la leche que provenía de 52 tambos que se encontraban distribuidos dentro de las 7 mil hectáreas que conformaban la inmensa estancia San Martín. La forma de procesamiento era de destacar por las condiciones de salubridad e higiene con las que se trabajaba, que incluso llegaba a superar a muchas empresas del mismo tipo establecidas en países de Europa.
Como novedades que introdujo La Martona en el campo de la industria lechera, se destacaron: el proceso de pasteurización de la leche; el envasado de la manteca en papel sulfurizado, lo que anteriormente se hacía mediante envoltorios de tela o lienzo; también la producción generalizada de dulce de leche respetando los procesos de elaboración según la tradicional receta de la época de la colonia; y las progresivas mejoras que se introducían en maquinarias para el mejor y más higiénico tratamiento de la leche y sus derivados.

### Político
Vicente Casares fue miembro de la Generación del 80. Además de su actividad privada como estanciero dedicado fundamentalmente a la producción e industrialización de la leche y sus derivados, Vicente Casares tuvo una importante vida pública y ejerció variados cargos administrativos y electivos.
Perteneció al oficialista Partido Autonomista Nacional (PAN), pero mantuvo una postura opuesta a la corriente del líder del partido, Julio Argentino Roca. Fue legislador por la Provincia de Buenos Aires en 1886, fundó el del Banco Sudamericano en 1888, fue presidente del Banco de la Nación Argentina en 1891, fundó la Lotería Nacional en 1893, fue candidato a la vicepresidencia de la República Argentina en 1898, fue diputado nacional en 1900 y presidente del Partido Autonomista Nacional en 1908. En 1909 fue uno de los fundadores de la Unión Nacional, partido del que fue su vicepresidente y que se conformó como la fuerza política que sirvió de plataforma para la elección de Roque Sáenz Peña como presidente de Argentina en las elecciones de 1910 y la sanción de la Ley de Sufragio Obligatorio y Secreto para Varones.
Impulsó la pasteurización y mejora en el tratamiento de los lácteos con el fin de hacer descender el índice de mortalidad infantil, que por aquellos tiempos era muy elevado.